# 埃哈德·施密特
艾哈德·施密特（德語：Erhard Schmidt，1876年1月13日—1959年12月6日）是一名德国数学家，他的研究对20世纪的数学产生了重大影响。

## 数学领域贡献
施密特师从于大卫·希尔伯特 ，他于1905年获得哥廷根大学博士学位。其博士论文题为《Entwickelung willkürlicher Funktionen nach Systemen vorgeschriebener 》，是一篇关于积分方程的著作。 他与大卫·希尔伯特共同对泛函分析做出了重要贡献。1904年，恩斯特·策梅洛通过选择公理证明良序定理，他将这其中的经典思想和方法归因于与施密特的交流，后者已成为现代集合论的一个不可或缺的组成部分。 
1948 年，施密特创办《数学新闻》杂志，并成为第一任主编。 